# Hadronyche modesta
Hadronyche modesta es una especie de arañas que son más conocidas como las arañas embudo o arañas australianas. Se distribuyen principalmente en Australia.

## Características y hábitat
En su hábitat se esconden en lugares como cuevas o rocas para formar su telaraña, construyen una telaraña en forma de embudo. Son más activas durante la noche. Se alimenta principalmente de diversos artrópodos, y en ocasiones pueden incluir en su dieta a pequeños vertebrados.  Esta especie junto con la del género Atrax comparten las mismas características y hábitat y ambas viven en Australia.

## Veneno
Según diversos estudios esta araña es considerada como una de las más peligrosas para el ser humano junto con la especie del género Atrax ya que sus queliceros cuentan con glándulas venenosas que producen fuertes compuestos químicos como neurotoxinas y latrotoxinas que en caso de mordida puede causar enfermedades o inflamaciones peligrosas. En Australia se registraron 15 casos de muerte por la mordedura de este arácnido pero puede se tratado a tiempo con el suero Antihadronyche.